# ديف روزنبرغ
ديف روزنبرغ (بالإنجليزية: Dave Rosenberg)‏ (1901 بنيويورك في الولايات المتحدة - 1979) هو ملاكم أمريكي.

## وصلات خارجية
- ديف روزنبرغ على موقع بوكس ريك (الإنجليزية) (registration required)